# Aeródromo Cochrane
El Aeródromo Cochrane (OACI: SCHR) es un terminal aéreo ubicado junto a la localidad de Cochrane, Provincia Capitán Prat, Región de Aysén, Chile. Este aeródromo es de carácter público.